# コンウェイ円

コンウェイ円と、その円周上の六つの点。Iは三角形の内心、等長の辺は同じ色で塗り分けてある。

ユークリッド幾何学において、コンウェイ円（コンウェイえん、英: Conway circle）とは三角形の辺を拡張した直線上の、頂点からその対辺と同じ長さの距離にある点を通る円である。 そのような6点が共円であるという定理をコンウェイ円の定理（Conway circle theorem）と言う 。名称はジョン・ホートン・コンウェイに由来する。

## 証明

同じ長さの線分は同色で示してある。

Iを△ABCの内心、rを内接円の半径、sを半周長、Fa,  Fb, Fcを内接円と辺a, b, cの接点とする。
IFa, IFb, IFcはそれぞれa, b, cの垂線であるからピトーの定理よりAFc = AFb = s - a, BFc = BFa = s - b, CFa = CFb = s - cである。6つの三角形 IFcPa, IFcQb, IFaPb, IFaQc, IFbQa, IFbPcはすべて、AFc + BFc + CFa = sとrと等しい長さの辺を持ち、また直角三角形である。したがって二辺夾角相等より6つの三角形はすべて合同で、IPa = IQa = IPb = IQb = IPc = IQc が成り立ち、6点Pa, Qa, Pb, Qb, Pc , Qc はIとの距離が等しく、Iを中心として共円である。

## 性質
コンウェイ円の半径は
{\displaystyle {\sqrt {r^{2}+s^{2}}}}
である。ただしrは内接円の半径、 sは半周長である。

## 一般化

コンウェイ円の定理

コンウェイ円の定理は次のように一般化できる。
△ABCと直線AB上の点Pについて、符号付き距離で、BP = BQ, CQ = CR, AR = AS, BS = BT, CT = CUをみたす点を、それぞれQ, TはBC上に、R, UはCA上に、SはAB上に作ったとき、AU = APで PQRSTU は共円である。
PをAB上のBP = bを満たすような外側の点とすることで、コンウェイ円の定理を得る。